# Костюнино (Владимирская область)
Костюнино — деревня в Ковровском районе Владимирской области России, входит в состав Ивановского сельского поселения.

## География
Деревня расположена в 13 км на северо-восток от центра поселения села Иваново и в 35 км на юго-восток от райцентра города Ковров.

## История
В конце XIX — начале XX века деревня входила в состав Сарыевской волости Вязниковского уезда.
С 1929 года деревня входила в состав Новосельского сельсовета Ковровского района, с 1959 года — в составе Ивановского сельсовета, с 1972 года — в составе Павловского сельсовета, с 2005 года — в составе Ивановского сельского поселения.

## Население
| 1859 | 1905 | 1926 | 2002 | 2010 | 2021 |
| ---- | ---- | ---- | ---- | ---- | ---- |
| 217  | ↗225 | ↗252 | ↘48  | ↘11  | ↘10  |

## Инфраструктура
Личное подсобное хозяйство с зоной сельскохозяйственного использования, индивидуальная застройка усадебного типа.
В 1859 году в деревне числилось 25 дворов, в 1905 году — 43 двора, в 1926 году — 50 дворов.

## Транспорт
Автобусное сообщение с райцентром. Остановка общественного транспорта «Костюнино» на трассе М-7. 